# Пінсванг
Пінсванг (нім. Pinswang) —  громада округу Ройтте у землі Тіроль, Австрія.
Пінсванг лежить на висоті 824 м над рівнем моря і займає площу 9,47 км². Громада налічує 416 мешканців.
Густота населення 44/км².
|                                   |
| Пінсванг на мапі округу та землі. |

 Адреса управління громади: Unterpinswang 1 b, 6600 Pinswang.